# Dobrowódka (Gody-Dobrowódka)
Dobrowódka (ukr. Добровідка) – dawna wieś, obecnie w granicach wsi Gody-Dobrowódka na Ukrainie w rejonie kołomyjskim obwodu iwanofrankiwskiego. Stanowi północną część wsi, na północnym brzegu rzeki Dobrowódka, w rejonie ulicy Iwana Franka.

## Historia
Dobrowódka to dawniej samodzielna wieś, która w połowie XIX w. stanowiła odrębną w gminę jednostkową w Bezirk Obertyn Królestwa Galicji i Lodomerii (223 mieszkańców w 1854 roku). Od 1867 w powiecie kołomyjskim.
W międzywojniu w II RP (410 mieszkańców w 1921 r.). 1 sierpnia 1934 r. w ramach reformy na podstawie ustawy scaleniowej weszła w skład nowej zbiorowej gminy Kołomyja w powiecie kołomyjskim w województwie stanisławowskim, gdzie we wrześniu 1934 utwotrzyła gromadę Dobrowódka.
Po II wojnie światowej włączona w struktury ZSRR, gdzie została połączona z Godami w jedną miejscowość Gody-Dobrowódka.